# Conseil de l'oblast de Kherson
8e
Le Conseil de l'oblast de Kherson est une assemblée élue de l'oblast de Kherson. Elle possède 64 membres. Elle ne possède pas d'initiative législative. La durée de chaque législature est de cinq ans.

## Composition
| Législature | Élection        | Composition | Composition                                                                           | Président                                 |
| ----------- | --------------- | ----------- | ------------------------------------------------------------------------------------- | ----------------------------------------- |
| 7e          | 25 octobre 2015 |             | Composition : - BBP (15) - OB (13) - VOB (9) - NK (7) - RPOL (6) - UKROP (6) - OS (5) | Serhii Chernov                            |
| 8e          | 25 octobre 2020 |             | Composition : - OP (15) - PIKNTZ (13) - SN (11) - ES (7) - NK (7) - VOB (6) - BVS (5) | Artur Tovmasyan Tetiana Yehorova-Lutsenko |